# Décès en janvier 2002
Décès
- 1998
- 1999
- 2000
- 2001
- 2002
- 2003
- 2004
- 2005
- 2006

Pour une information complémentaire, voir la page d'aide.

| Date        | Nom                           | Activités                                                                                         | Âge | Source |
| ----------- | ----------------------------- | ------------------------------------------------------------------------------------------------- | --- | ------ |
| 1er janvier | Julia Phillips                | Productrice de cinéma américaine.                                                                 | 57  | (en)   |
| 1er janvier | Nafissa Sid Cara              | Première femme ministre de la Ve République, première musulmane membre du gouvernement française. | 91  | (fr)   |
| 4 janvier   | Pierre-Roland Giot            | préhistorien français, considéré comme le créateur de l'archéologie armoricaine moderne           | 82  |        |
| 6 janvier   | Serge Brignoni                | peintre et sculpteur suisse                                                                       | 99  |        |
| 7 janvier   | Louis Mitelberg               | caricaturiste et sculpteur polonais                                                               | 82  |        |
| 7 janvier   | René Étiemble                 | écrivain français                                                                                 | 92  |        |
| 8 janvier   | Alexandre Prokhorov           | physicien soviétique/russe. Titulaire du Prix Nobel de physique de 1964                           | 85  |        |
| 10 janvier  | Barbara                       | peintre italienne du futurisme                                                                    | 86  | (it)   |
| 10 janvier  | Paul Teyssier                 | linguiste français                                                                                | 86  |        |
| 11 janvier  | Jan Burssens                  | peintre belge                                                                                     | 76  |        |
| 11 janvier  | Henri Verneuil                | réalisateur et scénariste de cinéma français d'origine arménienne                                 | 81  |        |
| 12 janvier  | Cyrus Vance                   | ancien secrétaire d'État américain sous l'administration du président Carter                      | 84  |        |
| 13 janvier  | Pierre Joubert                | dessinateur français                                                                              | 91  |        |
| 13 janvier  | André Renoux                  | peintre, graveur et lithographe français                                                          | 62  |        |
| 14 janvier  | Jim Leon                      | peintre britannique                                                                               | 63  |        |
| 15 janvier  | Eugène Brands                 | peintre, poète et écrivain néerlandais                                                            | 89  |        |
| 15 janvier  | Jean Dockx                    | Footballeur international belge devenu entraîneur.                                                | 60  |        |
| 15 janvier  | Michel Poniatowski            | résistant, haut fonctionnaire et homme politique français                                         | 79  |        |
| 16 janvier  | Jean Elleinstein              | historien français                                                                                | 74  |        |
| 16 janvier  | Ron Taylor                    | Acteur américain                                                                                  | 49  |        |
| 16 janvier  | Jean-François Jonvelle        | photographe français                                                                              | 58  |        |
| 16 janvier  | Suzanne Lansé                 | peintre française                                                                                 | 103 |        |
| 17 janvier  | Camilo José Cela              | Écrivain espagnol, titulaire du Prix Nobel de littérature de 1989                                 | 85  |        |
| 19 janvier  | Jeff Astle                    | Footballeur international anglais.                                                                | 59  | (en)   |
| 19 janvier  | Edvaldo Izidio Neto, dit Vavá | footballeur brésilien                                                                             | 67  |        |
| 20 janvier  | Jean-Toussaint Desanti        | philosophe français                                                                               | 87  |        |
| 21 janvier  | Peggy Lee                     | Chanteuse, auteur de chansons et actrice américaine                                               | 81  |        |
| 22 janvier  | Sheldon Allman                | Acteur, compositeur et scénariste américain                                                       | 77  |        |
| 23 janvier  | Pierre Bourdieu               | sociologue français                                                                               | 71  |        |
| 24 janvier  | Stuart Burge                  | réalisateur, producteur et acteur britannique                                                     | 84  |        |
| 24 janvier  | Elie Hobeika                  | militaire et homme politique libanais                                                             | 45  |        |
| 28 janvier  | Astrid Lindgren               | écrivain suédois pour enfants                                                                     | 94  |        |
| 28 janvier  | Jean Piaubert                 | peintre français                                                                                  | 102 |        |
| 31 janvier  | Karel Voous                   | ornithologue néerlandais                                                                          | 81  |        |